# Polyblastus leucomelas
Polyblastus leucomelas là một loài tò vò trong họ Ichneumonidae.